# Descargamaría
Descargamaría – gmina w Hiszpanii, w prowincji Cáceres, w Estramadurze, o powierzchni 52,92 km². W 2011 roku gmina liczyła 175 mieszkańców.